# Автопортрет (албум)
„Автопортрет“ е сред първите пълноценни албуми на Владимир Висоцки. Записан е във фирма „Балкантон“, София през септември 1975 г.

## История
Отидохме в студиото през нощта. Или по-скоро ни взеха. На волана беше такъв нагъл младеж, както се оказа – съпругът на дъщерята на Тодор Живков. Това са сферите, в които е организирано всичко това.
—Виталий Шаповалов, „Московский комсомолец“, 25 януари 2003 г.В оригинал 
Мы ночью поехали на студию. Вернее, нас повезли. За рулём был нагловатый такой молодой человек, как оказалось – муж дочери Тодора Живкова. Вот в каких сферах всё это организовывалось.
По време на първото посещение в чужбина на Владимир Висоцки като член на трупата на „Театър на Таганка“ на турне в България, софийската звукозаписна компания „Балкантон“ му предлага да запише свой собствен албум. Въпреки огромното натоварване той се съгласява без колебание и записът е направен през нощта. Възможност да запише цял диск със свои песни се появява за първи път в живота на Висоцки. Дотогава в СССР е издал само няколко миниалбума, а дисковете, записани по-късно в Канада и Франция, дори не са били планирани по онова време.
По време на записа Висоцки е придружен от актьорите Виталий Шаповалов и Дмитрий Межевич от „Таганка“. Според техните спомени албумът е записан на 1 дубъл.
На корицата на диска е изобразена авторска карикатура на Владимир Висоцки, възпроизведена от оригиналната рисунка, подарена на поета Любомир Левчев.
През нощта е записан толкова много материал, че не всичко е включено в диска на „Балкантон“. През 1990-те години излиза дискът „Владимир Висоцки в България“, който включва песни и коментари на автора към тях, които липсват в първия диск.

## Песни
1. „Песня о погибшем лётчике“ – 5:03
2. „В сон мне – жёлтые огни…“ – 5:03
3. „Песня лётчика“ – 2:42
4. „Посещение Музы, или Песенка плагиатора“ – 2:32
5. „Охота на кабанов“ – 2:41
6. „Сам виноват и слёзы лью и охаю..“ – 3:31
7. „На дистанции – четвёрка первачей…“ – 4:51
8. „Вот это да! (Песня Билла Сиггера)“ – 4:33
9. „Диалог у телевизора“ – 3:39